# 舍内克
舍内克（德語：Schöneck，發音：[ˈʃøːnɛk] ⓘ）是德国黑森州达姆施塔特行政区美因-金齐希县的市镇，面积21.5平方千米，2023年12月31日人口为12,095人。

## 友好城市
- 德国 福格特兰地区舍内克
- 法國 阿努尔德
- 匈牙利 焦毛恩德勒德